# Constance Devillers
Pour les articles homonymes, voir Devillers.
Constance Devillers, née le 20 août 1977 à Tourcoing, est une athlète française.
Aux Championnats d'Europe de course en montagne 2008, elle est médaillée d'argent en individuel et par équipes. Elle est également championne de France de course en montagne 2008.